# Terpentýn
Terpentýn (též terpentin nebo terpentýnový olej) je tekutina získávaná destilací pryskyřice ze dřeva živých stromů, zejména z borovic. Používá se hlavně jako specializované rozpouštědlo, ale je také zdrojem materiálu pro organické syntézy.
Terpentýn se skládá z terpenů, především z monoterpenů alfa-pinenu a beta-pinenu, v menším množství z karenu, kamfenu, limonenu a terpinolenu. Místo terpentýnu se dnes často používá minerální terpentýn nebo jiné ropné destiláty - ačkoli chemické složky jsou velmi odlišné.

## Etymologie
Slovo terpentýn pochází (přes francouzštinu a latinu) z řeckého slova τερεβινθίνη terebinthiné, „terebintová“ (pryskyřice), podle stromu řečíku terebintového (řecky τερέβινθος terebinthos), z jehož mízy byl terpentýn původně destilován.
Ačkoli slovo původně označovalo pryskyřičný exsudát terebintových stromů (např. chioský terpentýn, kyperský terpentýn a perský terpentýn), nyní se vztahuje na terpentýn z jehličnanů, konkrétně na surový terpentýn (např. benátský terpentýn je oleoresin z modřínu), nebo na jeho silice, konkrétně terpentýnový olej; toto novější použití je dnes mnohem běžnější.

## Terminologie
Termín terpentýn je obvykle definován jako produkt získaný z pryskyřice, tedy jako synonymum pro terpentýnový olej nebo terpentýnovou silici. Někteří autoři používají termín terpentýn jako synonymum pro pryskyřici (surovinu) a produkt označují jako terpentýnový olej nebo terpentýnová silice.

## Výroba
Jedním z nejstarších zdrojů byl „terpentýnový strom“ čili řečík terebintový (Pistacia terebinthus), středozemní strom příbuzný s pistácií.
Z hlediska výroby terpentýnu patří mezi důležité tyto borovice: borovice přímořská (Pinus pinaster), borovice halepská (Pinus halepensis), borovice Massonova (Pinus massoniana), borovice sumaterská (Pinus merkusii), borovice bahenní (Pinus palustris), borovice kadidlová (Pinus taeda) a borovice těžká (Pinus ponderosa).
Při výrobě buničiny z borovic sulfátovým procesem je terpentýn sbírán jako vedlejší produkt. Často se hned spaluje na výrobu tepelné energie.

## Použití

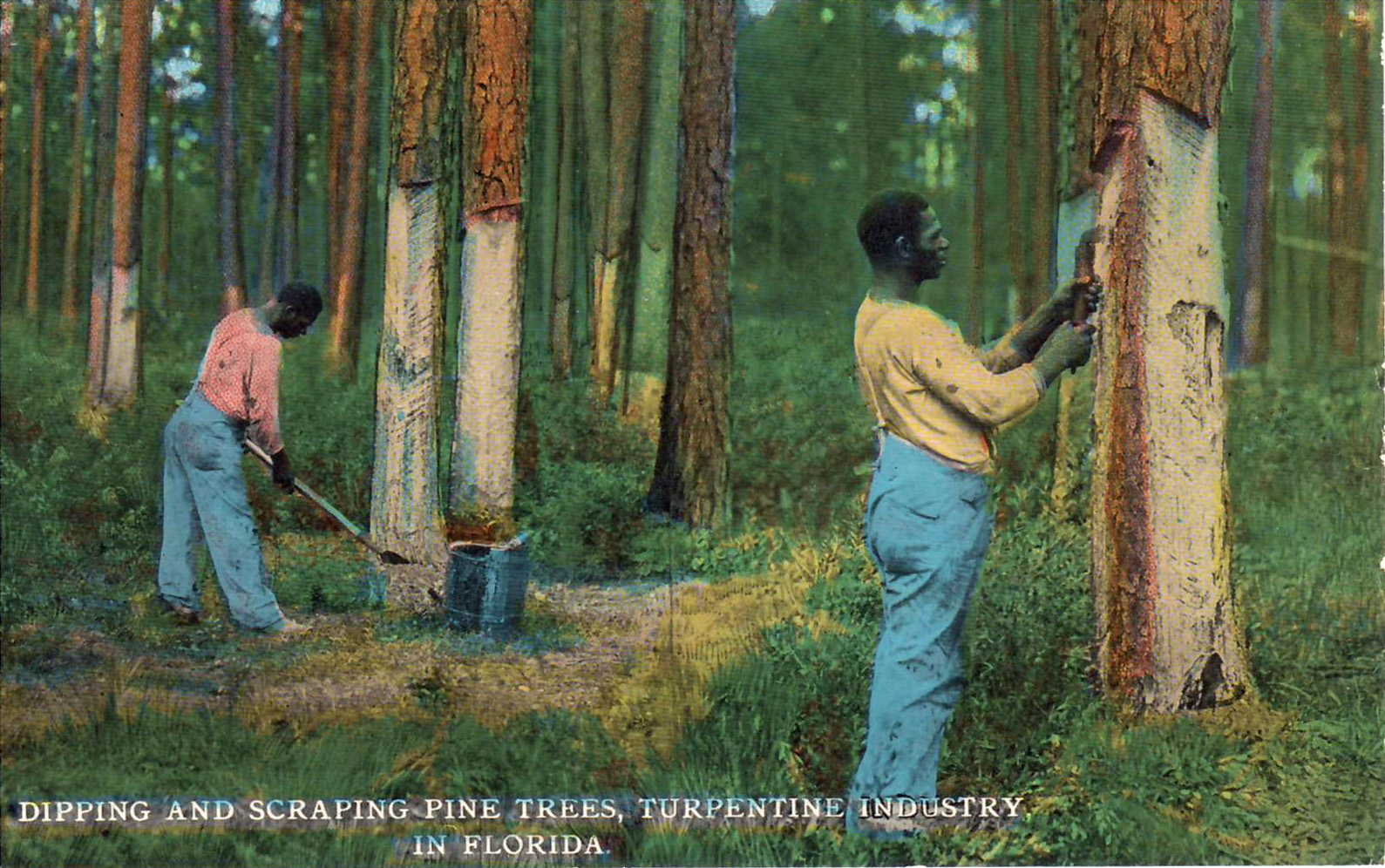
Ručně kolorovaná pohlednice z roku 1912 zachycující sběrače pryskyřice pro výrobu terpentýnu

Dvě hlavní oblasti použití terpentýnu v průmyslu jsou: jako rozpouštědlo a jako zdroj materiálu pro organickou syntézu.
Jako rozpouštědlo se terpentýn používá pro ředění olejových barev, k výrobě laků a jako surovina v chemickém průmyslu. Jeho průmyslové použití jako rozpouštědla bylo v průmyslově vyvinutých státech z většiny nahrazeno mnohem levnějším terpentýnovým substitutem destilovaným z ropy.
Kanadský balzám, též nazývaný kanadský terpentýn nebo balzám z jedle, je terpentýn vyrobený z pryskyřice z jedle. Benátský terpentýn se vyrábí z modřínu západoamerického (Larix occidentalis).
Terpentýn také slouží jako zdroj surovin při syntéze vonných chemikálií. Komerčně využívaný kafr, linalool, terpineol a geraniol jsou obvykle produkty z alfa-pinenu a beta-pinenu, což jsou dvě hlavní složky terpentýnu. Tyto pineny se oddělují a čistí destilací. Směs diterpenů a triterpenů zůstává v destilačním zbytku a prodává se jako kalafuna.
Terpentýn se též přidává do mnoha čisticích a sanitárních produktů kvůli jeho antiseptickým vlastnostem a jeho „čisté vůni“.
V USA na začátku 19. století se terpentýn někdy spaloval v lampách jakožto levnější alternativa velrybího oleje, kvůli silnému zápachu však většinou  pro vnější osvětlení.
Terpentýn smíšený se včelím nebo karnaubským voskem se dlouho používá jako vosk pro ochranu nábytku napuštěného olejovým mořidlem (např. s citronovým olejem).

## Rizika
Terpentýn dráždí kůži a oči, vdechované výpary poškozují plíce, dýchací cesty a centrální nervový systém,[zdroj?] při požití může dojít k selhání ledvin.[zdroj?] Je extrémně hořlavý.

## Lékařský elixír
Terpentýn a petrodestiláty jako uhelný olej a kerosin se od starověku používaly v medicíně, jako povrchové nebo někdy i vnitřní domácí léčivo. Povrchově se používaly jako abraziva a na rány, k hubení vší, a po smíchání s živočišným tukem také k prsním obkladům nebo k inhalaci při nosních a krčních nemocích. Mnoho moderních prsních obkladů, například značky Vicks, stále obsahuje terpentýn jako složku ve směsích.
I když vnitřní užívání těchto toxických[zdroj?] výrobků už dnes není běžné, podával se dříve terpentýn společně s kostkou cukru, s melasou nebo medem k zamaskování jeho chuti, případně i samotný. Býval indikován pro likvidaci střevních parazitů, pro antiseptické a diuretické vlastnosti i jako obecný všelék.